# モイーズ・チョンベ
モイーズ・カペンダ・チョンベ（Moïse Kapenda Tshombe、1919年11月10日 - 1969年6月29日）は、コンゴ民主共和国の政治家。カタンガ州の分離独立を主張してカタンガ国の初代大統領に就任し、コンゴ動乱が泥沼化する原因を作った。

## 独立まで
チョンベはベルギー領コンゴのムスンバで富裕なビジネスマンの息子として生まれ、神学校で教育をうけた。1950年代にコンゴで独立運動が盛んになると、1958年にカタンガ全部族の連合政党としてカタンガ部族連合をゴドフロワ・ムロンゴと共に結成。同党は州内の部族長を始めとした有力者のみならず、ユニオン・ミニエール社などのヨーロッパ人からも支持を受けた。

## コンゴ動乱
1960年の選挙で部族連合はカタンガ州の実権を掌握した。同年コンゴが独立すると、天然資源の豊かなカタンガの経済力をバックに発言力を維持しようとするチョンベと、ジョセフ・カサブブ大統領、パトリス・ルムンバ首相の対立がすぐに表面化し、チョンベと部族連合はコンゴの旧宗主国ベルギーの支援を取り付けカタンガ国の分離独立を宣言した。これが引き金となり、コンゴ国内は四分五裂の様相を呈し、コンゴ動乱へと突入した。
キリスト教徒で反共主義者・西側寄りのチョンベは、ベルギーをはじめとする西側諸国から支援され、ベルギーは自国民保護を理由にカタンガに軍を進駐させチョンベを支持する姿勢を見せた。
カタンガは2年間独立を維持し続けたものの、1962年末にコンゴ国連軍がカタンガを占領し、チョンベは北ローデシアからスペインへと亡命した。

## 帰還と再度の亡命
1964年1月以降、コンゴ国内の反政府勢力が武力闘争を激化させるに伴い、シリル・アドゥラ首相の内政手腕の欠如が露呈した。騒乱の早期平定を望むカサブブによってチョンベはスペインから呼び戻され、同年7月に首相として組閣に至る。しかし、再びカサブブとの対立が激化し、1965年10月に首相を解任された。同年12月、ジョゼフ・モブツによるクーデターが起き、チョンベは再びスペインへと亡命した。1967年には不在のまま死刑判決を受けている。
1967年6月30日、チョンベはイビサ島を訪れた後にパルマへ向かう飛行機に乗り込んだが、離陸直後にチョンベのボディーガードとして潜入していたフランスの防諜・外国資料局のエージェントによって拉致。ハイジャックされた飛行機もアルジェリアの空軍基地に着陸させられ、チョンベは軟禁された。コンゴ政府からの送還要求、西側諸国による解放要求は共に拒否され、チョンベはアルジェリアで軟禁状態に置かれたまま1969年6月29日に心不全で死亡した。ベルギー・エテルベーク墓地のメソジストの区画に埋葬されている。